# 蕭子隆
蕭 子隆（しょう しりゅう、元徽2年（474年）- 延興元年9月12日（494年10月26日））は、南朝斉の皇族。隨郡王。武帝蕭賾の八男。字は雲興。

## 経歴
蕭賾と王淑儀のあいだの子として生まれた。はじめ枝江公に封じられた。建元4年（482年）、武帝が即位すると、子隆は隨郡王に改封された。永明3年（485年）、輔国将軍・南琅邪彭城二郡太守となった。永明4年（486年）、江州刺史に任じられた。赴任しないうちに、唐寓之の乱が平定されると、子隆は持節・都督会稽東陽新安臨海永嘉五郡諸軍事・東中郎将・会稽郡太守に転じた。ついで中書令を兼ねた。子隆は尚書令王倹の娘を妃として迎えた。子隆は武帝の諸子の中では最も才能に優れており、武帝は子隆のことを「我が家の東阿なり」と評し、王倹は「実は皇家の藩屏なり」と答えた。永明7年（489年）、中護軍となった。侍中・左衛将軍の位に転じた。永明8年（490年）、魚復侯蕭子響に代わって使持節・都督荊雍梁寧南北秦六州諸軍事・鎮西将軍・荊州刺史となった。始興王蕭鑑が益州刺史を退任すると、子隆が都督益州諸軍事をつとめた。永明9年（491年）、自ら王府と州の事務を総覧した。永明11年（493年）、晋安王蕭子懋が雍州刺史となると、子隆は都督の任を解かれた。蕭昭業が即位すると、子隆は征西将軍に進んだ。
隆昌元年（494年）、侍中・撫軍将軍の位を受けた。同年（延興元年）、中軍大将軍に転じた。子隆は21歳でその体格は肥満しており、蘆茹丸を常に服用して減量につとめていた。9月、宣城公蕭鸞の命により殺害された。『文集』が刊行されて当時に通行した。

## 伝記資料
- 『南斉書』巻40 列伝第21
- 『南史』巻44 列伝第34